# Insar
Insar (Russisch: Инсар) is een stad in de Russische autonome republiek Mordovië. De stad ligt op 77 kilometer ten zuidwesten van Saransk, aan de samenvloeiing van de rivieren de Issa en de Insarka, in het stroomgebied van de Oka.
Insar werd gesticht in 1648 als fort en posad. In 1780 verkreeg Insar de stadsstatus, die het weer verloor in 1926. In 1958 verkreeg Insar definitief zijn stadsrechten.
| 1897  | 1939  | 1959  | 1970  | 1979  | 1989  | 2002  | 2010  |
| ----- | ----- | ----- | ----- | ----- | ----- | ----- | ----- |
| 4.300 | 5.600 | 5.800 | 8.200 | 9.000 | 9.275 | 8.951 | 8.687 |

## Geboren
- Sergej Kirdjapkin (1980), olympisch en wereldkampioen snelwandelen
- Sergej Bakoelin (1986), wereldkampioen snelwandelen

Bestuurlijk centrum: Saransk

Ardatov · Insar · Kovylkino · Krasnoslobodsk · Roezajevka · Temnikov